# 半美分 (美国硬币)
| 半美分 (美國硬幣) |                                                      |
|                   |                                                      |
| 價值:             | 0.005 美元                                           |
| 質量:             | 6.739 克 (1793–1795) 5.443 克 (1795–1857)            |
| 直徑:             | 22 毫米 (1793) - 23.5 毫米                           |
| 厚度:             | 2 毫米                                               |
| 邊緣:             | 刻印 (1793、1797年) 平整 (1794–1857年) 凹陷 (1797年) |
| 成分:             | 100% 銅                                              |

半美分是美國硬幣所鑄造的最小面值，從1792年首次鑄造一直到1857年最後鑄造為止，一共有5個不同的外觀鑄造。

## 歷史
半美分硬幣在1792年铸币法案（於4月2日）首次授權，在美國於1793年至1857年生產，以100%銅來製造並且價值為貨幣的五文或者一美元的二百分之一，其直径分別為1793年的22毫米、1794–1836年的23.5毫米以及1840–1857年的23毫米。